# 아심 페르하토비치 하세 경기장
아심 페르하토비치 하세 경기장(보스니아어: Olimpijski Stadion Asim Ferhatović Hase, 크로아티아어: Olimpijski Stadion Asim Ferhatović Hase, 세르비아어: Олимпијски Стадион Асим Ферхатовић Хасе)은 보스니아 헤르체고비나 사라예보에 위치한 축구 경기장으로 수용 인원은 34,500명이다. 사라예보를 구성하는 구역 가운데 하나인 코셰보(Koševo)에 경기장이 위치하고 있기 때문에 코셰보 시립 경기장(Gradski stadion Koševo / Градски стадион Кошево)이라고 부르기도 한다.
1947년에 개장했으며 FK 사라예보와 보스니아 헤르체고비나 축구 국가대표팀의 홈 구장으로 사용되고 있다. 1984년 사라예보 동계 올림픽 개막식이 열린 경기장이기도 하다. 2004년 7월에는 1960년대에 FK 사라예보 소속으로 뛰었던 축구 선수인 아심 "하세" 페르하토비치(Asim "Hase" Ferhatović)를 기념하기 위해 지금과 같은 이름으로 변경했다.

## 기록

### 2002년 FIFA 월드컵 유럽 지역 예선
| 날짜            | 팀 1                  | 스코어 | 팀 2       | 라운드 |
| --------------- | --------------------- | ------ | ---------- | ------ |
| 2000년 9월 2일  | 보스니아 헤르체고비나 | 1 - 2  | 스페인     | 7조    |
| 2001년 3월 24일 | 보스니아 헤르체고비나 | 1 - 1  | 오스트리아 | 7조    |
| 2001년 9월 1일  | 보스니아 헤르체고비나 | 0 - 0  | 이스라엘   | 7조    |